# Antillas Neerlandesas en los Juegos Olímpicos de Tokio 1964
Las Antillas Neerlandesas estuvieron representadas en los Juegos Olímpicos de Tokio 1964 por cuatro deportistas masculinos que compitieron en dos deportes.
El equipo olímpico no obtuvo ninguna medalla en estos Juegos.